# Cora-Jeanette Hermenau
Cora-Jeanette Hermenau (* 1. März 1957 in Hannover) ist eine deutsche politische Beamtin im Ruhestand. Sie war von Mai 2006 bis Februar 2013 Staatssekretärin des Niedersächsischen Finanzministeriums und von Mai 2015 bis Januar 2023 Dezernentin (Regionsrätin) bei der Region Hannover, seit April 2018 als Erste Regionsrätin.

## Leben und Beruf
Hermenau studierte Rechtswissenschaft in Augsburg und Münster. Nach dem zweiten juristischen Staatsexamen trat sie 1988 in die niedersächsische Steuerverwaltung ein, arbeitete zunächst als Sachgebietsleiterin für Vollstreckungsaufgaben und später als Sachgebietsleiterin für Rechtsbehelfe in Steuersachen beim Finanzamt Hannover-Nord. Von 1991 bis 1999 war sie als Personalreferentin bei der Oberfinanzdirektion Hannover tätig. Sie wechselte 1999 als Referatsleiterin ins Niedersächsische Finanzministerium, war dort unter anderem für Personal- und Organisationsangelegenheiten verantwortlich und übernahm 2005/06 die Leitung der Abteilung 3 (Steuer- und Personalabteilung). Von Mai 2015 bis zum Eintritt in den Ruhestand im Januar 2023 war sie Dezernentin der Region Hannover für die Bereiche öffentliche Gesundheit, Sicherheit, IT-Koordination und EU-Angelegenheiten. Seit April 2018 war sie zudem Erste Regionsrätin und damit allgemeine Vertreterin des Präsidenten der Region Hannover in der Verwaltung.

## Politik
Von Mai 2006 bis Februar 2013 amtierte sie als Staatssekretärin des Niedersächsischen Finanzministeriums. Am 27. August 2010 wurde sie als Beisitzerin in den Vorstand der CDU in Niedersachsen gewählt.